# 浜崎香帆
浜崎 香帆（はまさき かほ、1997年5月2日 - ）は、日本の歌手、女優。女性アイドルグループ「東京パフォーマンスドール」の元メンバー。
福岡県出身。キューブ所属。

## 略歴
2013年、約17年ぶりに再始動する新生東京パフォーマンスドールのメンバーの1人に全国8,800人の応募者の中から選出され、同年6月にステージデビュー。
東京パフォーマンスドールとしての活動のかたわら、2015年6月には『週刊ビッグコミックスピリッツ』（小学館）の表紙ならびにグラビアを飾る。2017年7月には、オーディションを経て音楽劇『魔都夜曲』に出演し李香蘭役を演じ、2018年2月には『リューン 〜風の魔法と滅びの剣〜』でミュージカルに初出演しヒロインのエルカ役を演じた。
2018年4月より日本テレビ系の朝の情報バラエティ番組『ZIP!』にレギュラー出演し、「流行ニュースBOOMERS」などのコーナーを担当した。
2019年11月6日に発売されたDEEN『Ballads in Love 〜The greatest love songs of DEEN〜』（初回限定盤）にて、Disc2の『心から君が好き 〜マリアージュ〜 featuring 浜崎香帆（東京パフォーマンスドール）』にピアノ演奏で参加。

## 人物
趣味は野球観戦、散歩。
特技は連続側転、マッサージ、写真（フィルム）。

## 出演

### テレビ番組
- ZIP!（2018年4月 - 2020年3月、日本テレビ）
  - 「流行ニュースBOOMERS」コーナー担当（2018年4月 - 2019年3月）[7][9]
  - 「流行ニュース キテルネ！」コーナー担当（2019年4月 - 2020年3月）
- BeauTV〜VoCE（テレビ朝日）
  - 2019年5月25日[10][リンク切れ]、2019年6月8日[11][リンク切れ]、2019年8月3日[12][リンク切れ]

### ドラマ
- ホスト相続しちゃいました 第9話（2023年6月13日、関西テレビ・フジテレビ） - 美憂 役

### ラジオ
- TOYOTA Athlete Beat（TOKYO FM、2019年10月 - ） - レポーター[13]

### 舞台
- 音楽劇『魔都夜曲』（2017年7月7日 - 8月13日、Bunkamuraシアターコクーン ほか） - 李香蘭 役[注 2][5]
- ミュージカル『リューン 〜風の魔法と滅びの剣〜』 - ヒロイン・エルカ 役[6]
  - 2018年2月3日 - 3月11日、日本青年館 ほか[14]
  - 2019年6月1日 - 7月6日、日本青年館 ほか[15]
- 音楽劇『ロード・エルメロイII世の事件簿 -case.剥離城アドラ-』（2019年12月15日 - 2020年1月19日、千葉県 / 東京都 / 大阪府 / 福岡県 / 東京都 5公演） - ライネス・エルメロイ・アーチゾルテ 役[16]
- ミュージカル『いつか〜one fine day』（2021年6月9日 - 20日、CBGKシブゲキ!!） - 夏目マキ 役[17]
- ミュージカル『町田くんの世界』（2024年3月29日 - 4月14日、シアタークリエ / 4月19日 - 21日、梅田芸術劇場 シアター・ドラマシティ）[18]
- リア王2024（2024年8月29日 - 9月2日、三越劇場）[19]
- ABC座星 大金星（BIG VENUS）〜時代（とき）を超えて〜（2024年11月25日 - 12月8日、TOKYO DOME CITY HALL / 12月12日 - 16日、COOL JAPAN PARK OSAKA WWホール / 12月26日 - 28日、アイプラザ豊橋）[20]
- 農業系Rock Musical『いただきます!〜歌舞伎町伝説〜』（2025年2月20日 - 3月2日、新宿FACE / 3月15日・16日、大阪国際交流センター 大ホール）[21]
- 丸美屋食品ミュージカル『アニー』2025年公演（2025年4月19日 - 5月7日、新国立劇場 中劇場） - リリー 役[22]

### 雑誌
- 週刊ビッグコミックスピリッツ 30号（2015年6月22日、小学館） - 表紙・グラビア[4][23][24]
- TVステーション 2017年3号（2017年1月18日、ダイヤモンド社）[注 3][25]
- 東京ウォーカー 2017年5月号（2017年4月20日、KADOKAWA）[26]
- 週刊ファミ通 2018年3/15号（2018年3月1日、Gzブレイン） - グラビア[27]
- 週刊ベースボール 2019年12/2号（2019年11月20日、ベースボール・マガジン社）[注 4]

### ネット配信
- 日本テレビ系列「ZIP!」「流行ニュースBOOMERS」担当 浜崎香帆 - 不定期Instagram LIVE配信[28]。